# Écrevisse à pattes rouges
Astacus astacus
Espèce
Statut de conservation UICN

 VU A2ad : Vulnérable
L’écrevisse à pattes rouges (Astacus astacus) est une espèce de crustacés décapodes des eaux douces, autochtone d'Europe et notamment de la Scandinavie.
Aussi dénommée écrevisse à pieds rouges, écrevisse commune ou écrevisse noble, elle s'appelait autrefois Astacus fluviatilis (synonyme).
C'est l'une des trois espèces autochtones de France métropolitaine (les deux autres étant l'écrevisse de torrent et l'écrevisse à pattes blanches, « réfugiée » dans quelques secteurs apicaux de sous-bassins versants, mais ces zones sont vulnérables aux effets du réchauffement climatique et écologiquement insularisées par « les espèces exotiques qui progressent de plus en plus vers l’amont »).
Elle est notamment concurrencée par deux espèces introduites (l’écrevisse de Californie (Pacifastacus leniusculus) et l’écrevisse de Louisiane (Procambarus clarkii) qui ont montré la plus forte expansion géographique et peut-être depuis peu (depuis les années 2000) par une nouvelle espèce introduite (Orconectes juvenilis). Un plan d’action national « écrevisse » cherche à protéger et restaurer cette espèce.
Il ne faut pas confondre cette espèce avec Astacus leptodactylus, plus épineuse.

## Espèce menacée
Aujourd'hui, en voie de disparition à la suite de sa surexploitation en tant que ressource halieutique, au braconnage (c'est une espèce facile à attirer et piéger) l'introduction et au développement de populations d'écrevisse américaine (« Écrevisse de Californie » considérée comme espèce exotique envahissante en Europe, dont Europe du Nord, même si certains auteurs tels qu'Ackefors (en 1999) lui confèrent aussi des effets écosystémiques positifs, elle est recensée dans la base de données de l'Arche du goût. Autrefois largement présente dans toute l'Europe, ses populations sont devenues rares et relictuelles, soumises à des risques de dérive génétique ou de disparition.
Dans certains pays, et en Europe du Nord notamment, sa pêche a été remplacée par celle de l'espèce invasive qui l'a remplacée.

## Origine[6]
Des restes de fossiles découverts attestent de sa présence, en Scandinavie, il y a 10 000 ans.
Les premières notes écrites relatives à ce crustacé remontent au Moyen Âge tardif, cependant sa consommation restera l'apanage de la noblesse suédoise. C'est aux XVIIe et XVIIIe siècles que l'Astacus devient populaire auprès de toutes les classes sociales ; il s'agit, en effet à cette époque, d'un aliment très économique, abondant et facile à pêcher dans tous les lacs et cours d'eau douce du pays.

## Aire de répartition
Autrefois, il s'agissait d'une grande partie de l'Europe continentale, mais ses populations actuelles (très relictuelles et en constante régression depuis un siècle) sont mal cernées.

L'espèce serait encore présente dans 39 pays, mais partout considérée comme au bord de l'extinction en Europe.
En France, depuis la fin du XIXe siècle les populations de cette espèce se sont effondrées ou ont disparu, au profit souvent d’écrevisses allochtones venant essentiellement d'Amérique du Nord et volontairement ou involontairement introduites par les pêcheurs ou certains propriétaires de berges ou plans d'eau, ce qui a en un siècle profondément et « irrémédiablement modifié le paysage astacologique français et européen ». Il n'en reste que dans l'est du pays.
Le Conseil supérieur de la pêche (ou « CSP » depuis devenu ONEMA) a produit 4 enquêtes de 1977 à 2007, chacune ayant encore « mis en évidence la forte expansion des espèces exotiques et le recul des espèces natives (…) et la situation de nos trois espèces d’écrevisses doit désormais être considérée comme alarmante ».

### Zone de production[6]
Les populations d'Astacus survivent dans quelques ruisseaux et plans d'eau, dont en Europe du Nord dans quelques zones isolées du sud et du centre de la Suède. Pas encore colonisée par la Pacifastacus leniusculus.
Il existe de petits élevages dans les îles d'Öland et Gotland de la mer Baltique et dans les provinces historiques de Småland et Blekinge.
En France, elle semble surtout présente dans certains ruisseaux et étangs du parc naturel régional des Vosges du Nord.

## Utilisations
Elle est consommée depuis au moins 10 siècles notamment par les moines et moniales qui ne mangeaient pas ou peu de viande, probablement depuis la Préhistoire, mais elle a aussi été utilisée par la médecine officielle puis populaire, jusque dans les années 1920 où on lui attribuait la vertu de soigner des maux variés (des brûlures d’estomac aux cancers).
Au XVe siècle, c'est un mets recherché pour les repas de la bourgeoisie européenne et « au XVIe siècle, les Scandinaves se sont découvert une véritable passion pour la consommation des écrevisses. Aujourd’hui encore cette tradition persiste en Norvège, Suède et Finlande où tous les mois d’août sont organisés de grands banquets très populaires (Crayfish Party) où des tonnes d’écrevisses sont mangées ».

## Élevages
Des écrevisses à pattes rouges étaient probablement présentes dans de nombreux viviers du Moyen Âge.
Il existe en France un élevage-pilote d'écrevisses à Thonnance-lès-Joinville dans la Haute-Marne.
Depuis plus d'un siècle (premiers cas signalés en 1893) une maladie dite peste de l'écrevisse, due à un pathogène dénommé Aphanomyces astaci, a décimé, les grandes populations d’écrevisses à pattes rouges qui faisaient encore en Europe du Nord l'objet d'une importante exploitation commerciale (y compris à l'exportation).

Les tentatives visant à stopper la propagation de cette maladie émergente ont toutes échoué. Les pêcheurs et le gouvernement finlandais ont décidé à la fin des années 1960 de restaurer le commerce de l'écrevisse en introduisant une espèce nord américaine, l'écrevisse signal (Pacifastacus leniusculus) naturellement résistante à la maladie, avec depuis plus de 300 sites ayant fait l'objet d'une opération officielle de réintroduction (et sans doute avec d'autres introductions informellement et volontairement ou involontairement faites par des pêcheurs et riverains ou usagers des cours d'eau et zones humides). Au moins 1/3 des introductions officielles ont permis l'installation d'une population viable d'écrevisses signal (et dans quelques lacs, ces deux espèces coexistent (sympatrie) ; dans un de ces lacs (le Slickolampi), les interactions démographiques entre ces deux espèces ont été suivies durant 30 ans à partir des captures annuelles (par nasses) et estimations du nombre d'individus de chaque espèce ; dans ce cas A. astacus est  resté nettement  dominant jusque 1990, mais depuis P. leniusculus l'emporte sur l'espèce autochtone (formant en 1999 plus de 98 % des captures d'échantillonnage scientifique). En 30 ans, l'espèce introduite (P. leniusculus) a pratiquement éliminé et remplacé l'espèce autochtone A. astacus qui dans ce lac grandissait moins vite et dont les femelles se reproduisent plus tardivement et avec une moindre fécondité. Les chercheurs ont constaté que la mutilation de pinces (facteur de mortalité dû à la compétition interindividuelle et interspécifique) était plus fréquente chez A. astacus que pour  P. leniusculus, et corrélée avec l'augmentation de la population de l'espèce introduite P. leniusculus. Les auteurs ont conclu que les deux espèces ne peuvent vivre longtemps en sympatrie, P. lenisculus (plus grand, plus fécond, grandissant plus vite, plus agressif et muni de plus grosses pinces) finissant par être dominant et éliminer l'espèce autochtone.
En outre, il a été montré que les populations d'A. astacus régressent ou s'effondrent même dans des sites faiblement peuplés par P. leniusculus, ce qui suggère qu'une autre cause que l'« exclusion compétitive » est aussi à l’œuvre (ou plusieurs autres causes).
Il n'y a pas de croisements interspécifiques fertiles entre ces deux espèces.
« Il est donc dérisoire d’introduire dans un site non infecté par la peste, produisant A. astacus, P. leniusculus dans l’espoir de plus fortes captures totales. P. leniusculus devrait être introduite seulement dans des eaux chroniquement infectées ». « La conservation de l’écrevisse indigène A. astacus qui nécessite des efforts pour limiter le nombre de captures, exige surtout la formulation d’un plan d’action et une plus grande participation de la recherche, principalement, pour contrôler la peste de l’écrevisse, pour améliorer la gestion des populations et mieux comprendre les interactions entre P. leniusculus et A. astacus » concluaient Westman et Savolainen en 2001.
Au Maroc, dans la région d'Ifrane l'introduction d'A. astacus a peut-être été une réussite. Il existe une station d'élevage près d'Azrou et des écrevisses en abondance sur des cours d'eau entre Imouzzer Kandar et Ifrane.

## Études
La dynamique de population de certaines populations sauvages de cette espèce est suivie depuis les années 1960 au moins au moyen de la technique capture-marquage-recapture , notamment pour des populations lacustres mais aussi dans des mares isolées.